# Malásia nos Jogos Olímpicos de Inverno da Juventude de 2016
A Malásia participará dos Jogos Olímpicos de Inverno da Juventude de 2016, a serem realizados em Lillehammer, na Noruega com uma atleta na patinação artística. É mais uma nação a estrear em Jogos Olímpicos de Inverno da Juventude na edição de 2016.

## Patinação artística

### Masculino
Chew Kai Xiang